# Tofana (Harz)

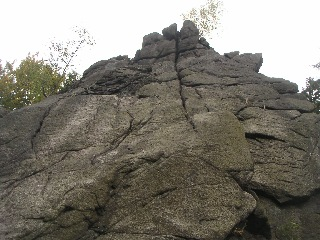
Ostwand der Tofana

Tofana ist der Name eines Felsturmes im Westharz.
Er liegt auf der linken, westlichen Seite des Okertals (Okertalsperre Richtung Oker) im Bereich der Adlerklippen, ist vorwiegend nach Osten ausgerichtet und ca. 30 m hoch. Er besteht aus grau bis schwarz gefärbtem, abgerundeten und grobkristallinem Granit. 
Der Fels wurde für das Sportklettern erschlossen, freigelegt und wird betreut durch die IG Klettern Niedersachsen. Es wurden mehrere Kletterrouten eingerichtet, jedoch ist im Allgemeinen eine eigene Absicherung, z. B. mit Keilen und Friends, erforderlich. Auf einem Teil der Südseite ist das Klettern untersagt. 